# Élections constituantes de 1945 dans les colonies du Sénégal et de Mauritanie
Les élections constituantes françaises de 1945 se déroulent le 21 octobre.

## Mode de scrutin
Les députés métropolitains sont élus selon le système de représentation proportionnelle suivant la règle de la plus forte moyenne dans le département, sans panachage ni vote préférentiel. Il y a 586 sièges à pourvoir.
Les colonies du Sénégal et de la Mauritanie, élisent conjointement deux députés au scrutin uninominal majoritaire à deux tours. Un siège pour le collège des citoyens, un pour celui des non-citoyens.
Un second tour est prévu le 4 novembre si aucun candidat ne dépasse les 50%.

## Élus
Les deux députés élus sont : 
| Identité              | Parti |
| --------------------- | ----- |
| Amadou Lamine-Guèye   | SFIO  |
| Léopold Sédar Senghor | SFIO  |

## Résultats

### Collège des citoyens
|                | SFIO           | Amadou Lamine-Guèye | 20 528 | 80,69  |  |  |
|                | Soc. Ind       | Ousmane Socé Diop   | 3 633  | 14,28  |  |  |
|                | Militaire      | Adolphe Maillat     | 1 278  | 5,02   |  |  |
|                |                |                     |        |        |  |  |
| Inscrits       | Inscrits       | Inscrits            | 44 292 | 100,00 |  |  |
| Votants        | Votants        | Votants             | 26 726 | 60,34  |  |  |
| Blancs et nuls | Blancs et nuls | Blancs et nuls      | 1 287  | 4,82   |  |  |
| Exprimés       | Exprimés       | Exprimés            | 25 439 | 95,18  |  |  |

### Collège des non-citoyens
| Parti          | Parti          | Tête de liste         | 1er Tour | 1er Tour |
| Parti          | Parti          | Tête de liste         | Voix     | %        |
| -------------- | -------------- | --------------------- | -------- | -------- |
|                | SFIO           | Léopold Sédar Senghor | 15 095   | 78.92    |
|                | Rép. ACP       | Ely Manel Fall        | 1 695    | 8,86     |
|                | Soc. Ind       | Charles Cros          | 1 302    | 6,81     |
|                | Commerçant     | Djim Momar Guèye      | 964      | 5,04     |
|                | MNA            | Pierre Diagne         | 37       | 0,19     |
|                |                | Abderrahmane Koité    | 33       | 0,17     |
| Inscrits       | Inscrits       | Inscrits              | 25 188   | 100,00   |
| Votants        | Votants        | Votants               | 20 376   | 80,90    |
| Blancs et nuls | Blancs et nuls | Blancs et nuls        | 1 250    | 6,13     |
| Exprimés       | Exprimés       | Exprimés              | 19 126   | 93,87    |